# Bandeira de Teresina
A Bandeira de Teresina é um dos símbolos do município de Teresina, estado do Piauí, Brasil.

## Histórico
Foi adotada por meio da Lei Ordinária Nº 1424, de 10 de agosto de 1973, que dispõe sobre a forma e a apresentação dos símbolos municipais.

## Descrição
Segundo o artigo 6 da lei municipal, a Bandeira Municipal de Teresina será gironada em sautor nas cores branca e azul tendo ao centro o Brasão Municipal.

## Simbolismo
Seu simbolismo é:
1. O modelo do escudo (samnitico, ou francês moderno) é derivado do estilo comum nos escudos portugueses simboliza a influência portuguesa;
2. A coroa mural de oito torres, das quais apenas cinco são visíveis em perspectiva no desenho, classifica a cidade representada na Primeira Grandeza, ou seja, Capital;
3. Em abismo (centro ou coroação do escudo), o escudete com as Armas da Família Saraiva, remete à figura do fundador de Teresina, Doutor José Antônio Saraiva;
4. O metal argente (prata) do campo do escudo é símbolo da paz, amizade, trabalho, prosperidade, pureza, religiosidade;
5. Das cores do escudete, o bláu (azul) simboliza a justiça, nobreza, perseverança, zelo e lealdade e o góles (vermelho) é símbolo de dedicação, amor-pátrio, audácia, intrepidez, coragem, valentia;
6. As âncoras de sable (preto) cordoadas de góles (vermelho) lembram as condições de navegabilidade dos rios Parnaíba e Poti, com a transferência da população da Vila Velha do Poti para local onde se ergue hoje a cidade de Teresina, distante uma légua uma da outra;
7. Ao termo, o aguado do blaú e ondado de argente representa o Rio Parnaíba, às margens do qual ergue-se a cidade;
8. Nos ornamentos exteriores os de sable entrecruzados lembram a navegação fluvial, único meio de transporte de que dispunham as populações da Província do Piauí na época da fundação da cidade.
9. A cor sable (preto) é símbolo de austeridade, prudência, sabedoria, moderação, firmeza de caráter.
10. No listel góles (vermelho), em letras argentinas (prateada), inscreve-se o topônimo identificador “TERESINA” ladeada pela data “16/08/1852” que assinalada a data da fundação.